# Эммерталь
Эммерталь (нем. Emmerthal) — община в Германии, в земле Нижняя Саксония.
Входит в состав района Хамельн-Пирмонт. Население составляет 10 552 человека (на 31 декабря 2010 года). Занимает площадь 115 км².
Коммуна подразделяется на 4 сельских округа.
| Год  | Население |
| ---- | --------- |
| 1990 | 10 828    |
| 1995 | 11 004    |
| 2000 | 11 386    |
| 2005 | 11 174    |
| 2010 | 10 702    |